# Цари биржи
«Цари биржи» (1916) — немой художественный фильм по мотивам одноимённого романа Василия Немировича-Данченко. Фильм сохранился не полностью (4 части фрагментов разных сцен), без титров.

## Сюжет
Дочь банкира Надя Столешникова увлечена художником Коротковским и встречается с ним. Между тем, Надя нравится миллионеру Велынскому, который хочет на ней жениться. Девушка отклоняет ухаживания миллионера. Тогда Велынский тайно разоряет Столешникова. Банкир обращается к нему за помощью, но Велынский соглашается помочь ему только при условии, если он выдаст за него свою дочь. Банкир отказывается и, вернувшись домой, пытается застрелиться. Его спасает Надя. Узнав, в чём дело, она, чтобы спасти отца, соглашается выйти за Велынского. После свадьбы Велынский проявляет благородство: он сообщает Наде, что не войдёт в её спальню без её согласия. Это трогает Надю, и спустя некоторое время она становится настоящей женой Велынскому. Коротковский недолго переживает произошедшее и заводит любовницу, за которой начал ухаживать ещё во время романа с Настей.

## Критика
Это не те цари биржи, которые все человеческое топят в погоне за золотом. Это — идеализированные хищники. Когда банкир Столетников разорился, он уехал в Выборг, чтобы там написать отчет и застрелиться, и когда спасавшая отца Надя согласилась быть женой банкира Белинского при условии, что он выручит её отца, и, приехала в дом Белинского из-под венца, Белинский вышел из её спальни, гордо бросив: «Я не буду Вашим мужем, пока Вы того не захотите». А художник Коротковский, скрыв, что он женат, увлекал Надю, потом княжну и т. д. Благородство царей биржи и вызывающий к себе отрицательные чувства свободный художник — вот лента.
Исполнители Белинского и Нади, с некрасиво подведенными глазами, часто гримасничают. Режиссёру не нужно задерживать глаз зрителя на этих гримасах, показывая их в увеличенном масштабе отдельно от общей картины. Нужно вырезать из ленты повторную картину волнующейся у дверей приостановившего платежи банкира Столешникова публики, от неё отдает плохими статистами, а не живой толпой.
Когда в воображении Столешникова в Выборге проходит мучительная картина толпы разоренных клиентов — некрасиво, что перед этим Столешников уходит вглубь номера гостиницы и раздвигает для чего-то портьеру в дверях. Лучше ему видеть все это там же, за столом, где он переживает муки совести.

Лента свободна от пошлостей трюков. Красивы сцены на пароходе на Волге; красива лесная глушь.— «Кулисы», 1917, № 9-11, стр. 15-16